# جبل ماغليتش
جبل ماغليتش (بالإنجليزية: Maglić)هو أعلى جبل في البوسنة والهرسك ويرتفع قمته 2،386 متر